# Bronzino
Agnolo Tori, Angelo di Cosimo di Mariano o Agnolo Bronzino, más conocido como Bronzino, El Bronzino o Il Bronzino (Ponticelli de Florencia, 17 de noviembre de 1503-Florencia, 23 de noviembre de 1572), fue un pintor italiano predominantemente áulico y uno de los más destacados representantes del manierismo más refinado, maduro e intelectual.

## Nacimiento y familia
Se tiene poca información fidedigna en relación con la infancia de Brozino. Precisamente esa falta de datos hace suponer como muy probable que naciera en el seno de una familia muy humilde, lo que explicaría la dificultad para establecer su verdadero apellido. Adoptó como apellido el apodo que se le dio, el sobrenombre «Bronzino», que en italiano significa «broncíneo». Quizás se deba al color oscuro de su piel o a su carácter cerrado «como el de una estatua»[cita requerida].

## Carrera
Su primer maestro fue el pintor florentino Raffaellino del Garbo, de quien aprendió las bases del dibujo toscano. Hacia 1515 ingresó en el taller (o bottega) de Jacopo Carucci más conocido como Pontormo quien le hizo su hijo adoptivo y de este modo tuvo un papel fundamental en la carrera artística de El Bronzino.
Colaboró con Pontormo en la cartuja del valle de Ema (cartuja de Galluzzo) entre 1522 y 1525. Ambos realizaron la decoración de la capilla Capponi en la iglesia de Santa Felicita en Florencia.
En 1530 era ya un pintor afirmado y merecidamente reconocido razón por la cual la familia Della Rovere le invitó a trabajar en Pésaro, donde permaneció un par de años. En dicha ciudad trabajó en la decoración de la llamada villa del Imperiale junto a Battista Dossi, Francesco Menzocchi, Raffaellino del Colle, Gerolamo Genga y Dosso Dossi, bajo el mecenazgo de Francesco Maria I Della Rovere.
Cuando Cosme I de Médici devino señor condottiero de Florencia decidió apelar a los principales pintores de la época; entre estos se encontraba El Bronzino quien trabajó para los Medici a partir de 1539. Se encargó de la decoración de la capilla de Leonor Álvarez de Toledo, esposa del duque, en el Palazzo Vecchio. Tras la realización de un primer cuadro se transformó en el pintor oficial de la corte.
Buscando un ayudante para realizar arazzi, Bronzino se dirigió a Roma en 1548, empleando allí a Raffaello dal Colle.
Al morir su maestro Pontormo en 1556, El Bronzino se dedicó a culminar los frescos de la Basílica de San Lorenzo de Florencia.
Hacia el final de su vida empezó a tomar parte en las actividades culturales de Florencia. Así, en 1563 fue uno de los miembros fundadores de la Accademia del Disegno y como representante de la misma participó de las exequias de Miguel Ángel en 1564.
El Bronzino falleció el 23 de noviembre de 1572 en la casa de su alumno preferido: Alessandro Allori discípulo que en homenaje a su maestro —y quizás tío— se hizo llamar Alessandro Bronzino.

## Obras
La mayor parte de sus pinturas son retratos de grandes literatos y de integrantes de la familia de los Médici o de allegados a esta, por ejemplo de la hermosa Leonor Álvarez de Toledo, hija del virrey de Nápoles y enlazada matrimonialmente con los Médici. Los retratos, la mayoría en estilo cortesano, llevan un cuidado tratamiento de las vestimentas y joyas, con colores fríos.
Cuando su mecenas, Cosme I de Médici, fundó una fábrica de arazzi en Florencia, Bronzino se dedicó al diseño de magníficos arazzi figurando en ellos principalmente temáticas mitológicas y alegóricas.
La serie de tales obras consta de veinte arazzi, dieciséis diseñados por Bronzino, tres por Pontormo y uno por Francesco Salviati. Las obras se encuentran actualmente en el museo florentino del Palazzo Vecchio.
Además de los retratos, su otra temática preferida fue la pintura religiosa como las realizadas para las palas de altar y frescos de varias iglesias florentinas.
Entre sus obras más importantes se cuentan:
- Retrato de Lucrezia Panciatichi (h. 1540; Uffizi)
- El pasaje del Mar Rojo (1541–1542).
- Retrato de Don García de Medici[1] (Museo del Prado).
- Leonor Álvarez de Toledo (1543, Galería Nacional de Praga)
- Leonor Álvarez de Toledo y su hijo (h. 1545; Galería Uffizi).
- Alegoría del triunfo de Venus, también llamado Alegoría de Venus y Cupido; y Venus, Cupido, la Locura y el Tiempo, 1540-1545, óleo sobre tabla, 146 x 116 cm, National Gallery de Londres.
- Descendimiento de Cristo (h. 1540-45; Museo de Besançon).
- Resurrección de Cristo (1545–46).
- San Sebastián[2] (Museo Thyssen-Bornemisza).
- Cosme I de Medici con Armaduras[3] (Museo Thyssen-Bornemisza).
- Alejandro de Medici[4] (Museo Cerralbo)